# 尼加拉瓜
尼加拉瓜共和国（西班牙語：República de Nicaragua），通稱尼加拉瓜（西班牙語：Nicaragua），是位於中美洲的一個國家，為中美地峡面積最大的國家，其首都為馬納瓜。地理上北鄰洪都拉斯，南邊是哥斯達黎加，東臨加勒比海、西臨太平洋。尼加拉瓜國土可分為三個主要地理區，分別為太平洋海岸、較為濕涼的中部高地區以及加勒比海岸。尼加拉瓜近太平洋地區有中美洲最大的兩個淡水湖，分別是馬納瓜湖和尼加拉瓜湖。溫暖的熱帶氣候、生物多樣性及活火山等為尼加拉瓜主要的旅遊景點。

## 名稱來源
尼加拉瓜（Nicaragua）一詞由西班牙殖民者所命名，源於西班牙語所稱的，為人口最多的印第安原住民部落，以及西班牙語所稱的（水）組合而成。

## 历史
尼加拉瓜早在公元前12,000年就已有古印地安人居住，在馬拿瓜西北部阿卡瓦林卡地區保存著長達4公里，距今約6,000年前人類足跡遺留在泥炭上的痕跡。
1502年，哥倫布發現尼加拉瓜，1522年，西班牙抵達今尼加拉瓜，幾個月後，西班牙人法蘭西斯科·埃爾南德斯·科爾多瓦征服了此地，1524年正式沦为西班牙殖民地；1588年，英國擊敗西班牙無敵艦隊後，逐漸成為海上霸權，於17世紀開始向尼加拉瓜東海岸建立移民；1687年進一步宣布「米斯基托海岸」（又稱「蚊子海岸」）為英國保護區。
1821年9月15日，尼加拉瓜與中美地峽上的其他四個國家一同脫離西班牙統治，1821年成為墨西哥第一帝國的一部分，1823年加入中美洲联合省。1838年正式獨立為共和國，但蚊子海岸依然是英國的保護地。
自獨立以來，尼加拉瓜的政治一度由兩大陣營—以格拉纳达為主的保守黨和以雷昂為主的自由黨相互鬥爭。1855年，自由派求助於反對保守派的美國冒險家威廉·沃克，他征服了保守黨勢力的首都格拉納達並獲得了對尼加拉瓜的有效控制。次年6月沃克自行選舉宣稱為總統並獲美國承認，但此舉卻激怒了兩派並引起鄰國的強烈干涉，最終在宏都拉斯和其他中美洲國家的聯合下，在1857年成功將沃克趕出了尼加拉瓜，沃克於1860年在宏都拉斯被處死。
驅逐沃克勢力後，保守黨和自由黨達成和解，並協調以格拉纳达和雷昂之間的馬拿瓜作為首都，其後保守黨執政達30年。1893年後，轉由何塞·桑托斯·塞拉亚領導的自由黨取得執政，次年塞拉亞結束了與英國在大西洋沿岸的長期爭端，重新將蚊子海岸併入至尼加拉瓜。然而這段時間軍事獨裁與革命層出不窮，美國曾介入干預，最終於1912年軍事占領尼加拉瓜。
奥古斯托·塞萨尔·桑地诺於1927年開始率領人民起義反抗美國占領軍，最終迫使美國從尼加拉瓜撤軍，但是桑地诺本人卻在1934年被陰謀奪取獨裁地位的安纳斯塔西奥·索摩查·加西亚暗殺。1936年索摩查在美國的支持下出任總統，其後便開啟了獨裁統治，1956年索摩查死後，尼加拉瓜的政權依然由索摩查家族成員把持，直到1979年。
1978年初，因抗议索摩查家族政权杀害反对派领导人莫罗，爆发了全国性反对索摩查独裁统治的浪潮。1979年5月，桑地諾民族解放陣線（简称桑解阵）的部队向首都馬納瓜发起了全面进攻。6月4日，以馬納瓜为中心，爆发全国性罢工，支持起义。7月17日，索摩查见大势已去，被迫辞职，逃往国外，結束長達43年的索摩查家族獨裁统治；19日，桑解阵部队进入馬納瓜，推翻独裁政权；20日，国家重建军政府在首都馬納瓜宣誓就职。新成立的軍政府以丹尼尔·奥尔特加為首，獲當時的蘇聯和古巴的支持。桑解阵政權與美國的關係迅速惡化，美國在雷根政府時期支援反政府游擊隊，導致國家陷入十年內戰。期間奥尔特加在1984年首度當選總統。戰爭最後在1990年結束，同年尼加拉瓜進行大選，由比奥莱塔·查莫罗勝出，成為美洲首位民選的女性國家元首，也是右翼重新掌權。查莫罗在任期內一定程度上恢復了尼加拉瓜的和平局面，並與中華民國恢復邦交關係。
2006年11月5日，总统和议会选举举行。桑解阵领导人丹尼尔·奥尔特加当选总统，結束右翼十七年的統治。轉型後的桑解阵再次上台執政至今。

## 政治
尼加拉瓜為總統制，總統由公民普選產生，任期5年。尼加拉瓜為單一國會制，尼加拉瓜國民議會是尼加拉瓜的國家立法機關，國會議員共92席，任期5年。執政黨為現任總統丹尼爾·奧蒂嘉所屬左派之桑地诺民族解放陣線（FSLN），其他主要在野黨包括自由憲政黨（PLC）、獨立自由黨（PLI）、自由聯盟、共和聯盟、保守黨、大地之子原民黨（YATAMA）。

## 行政區劃

尼加拉瓜行政區劃圖

尼加拉瓜是一個單一制國家，下分15個省（西班牙語：Departamentos）和2個自治區（西班牙語：Región Autónoma）。

## 地理

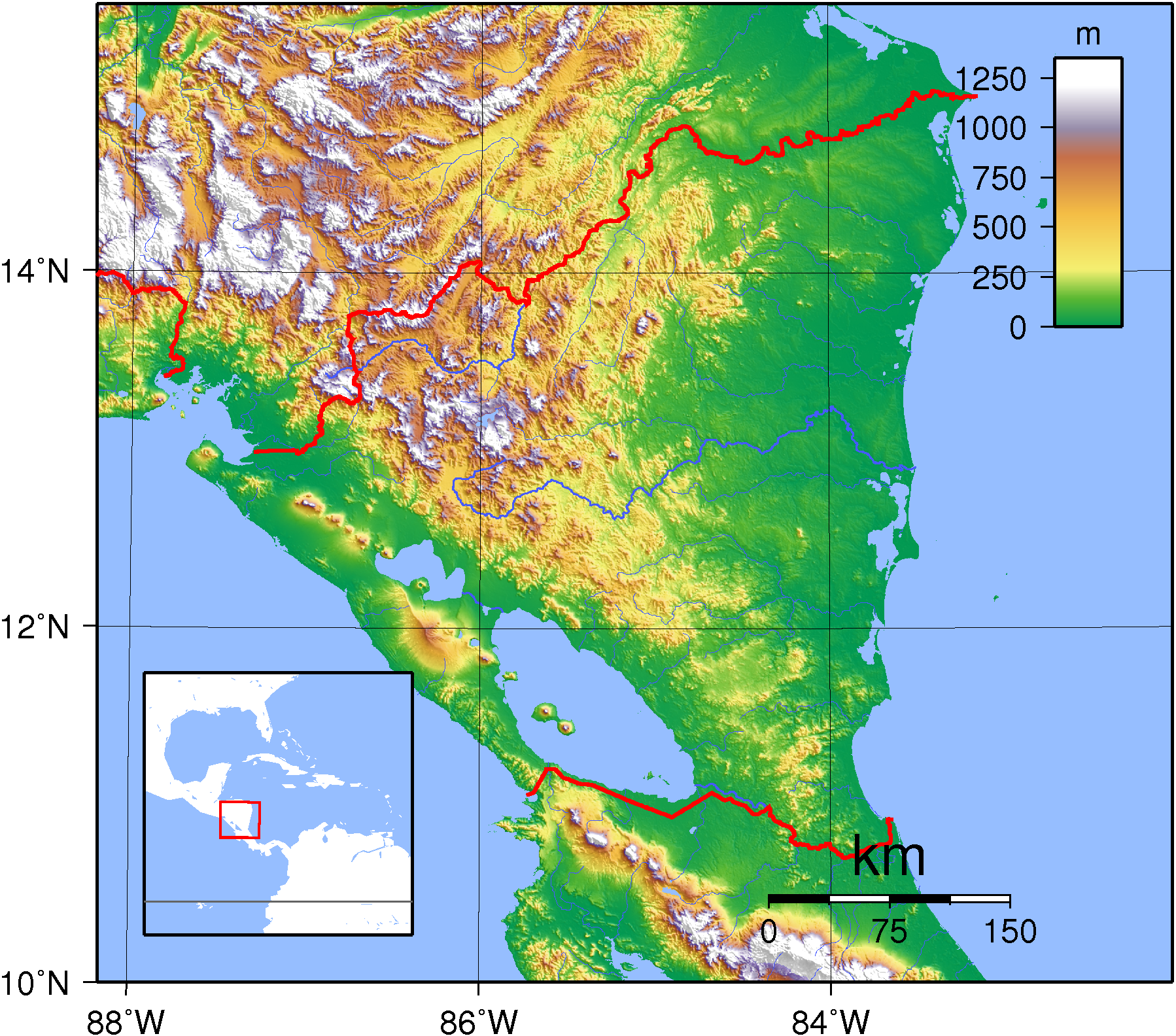
尼加拉瓜地形圖

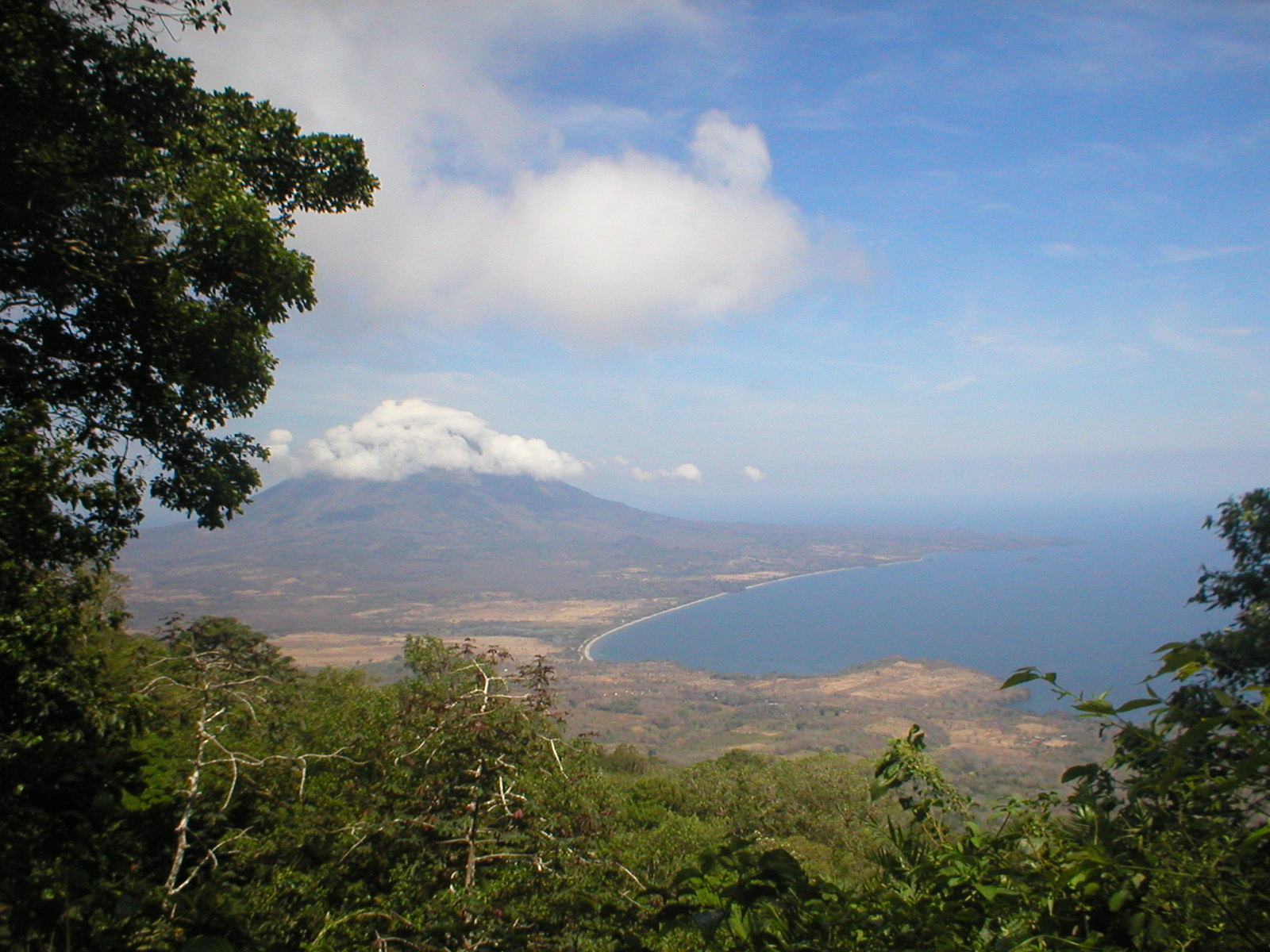
尼加拉瓜被稱為湖泊和火山之國，圖為位於尼加拉瓜湖奧梅特佩島的康塞普西翁火山

尼加拉瓜面積為130,967平方公里，約與希臘或亚拉巴马州相當，為中美地峽上面積最大的國家。尼加拉瓜國土位於北緯10至15度、西經79至88度間，尼加拉瓜在自然地理上主要可分為三個區域：東岸的加勒比沿岸低地、中央高地和西岸的太平洋沿岸低地。尼加拉瓜东岸臨加勒比海，又被稱作米斯基托海岸，海岸線540公里，有较宽阔的低地，主要是熱帶雨林及沼澤地帶；内陆为高原和山地，西岸臨太平洋，海岸線350公里，為全國人口最密集的區域，但多活火山及地震；西南部有中美最大湖泊尼加拉瓜湖。
全境屬热带气候；年降水量一般2000毫米左右，东部较多，西北较少。

### 自然生態
尼加拉瓜地處熱帶，氣候和海拔高度的變化使國內的動植物具有多樣性，尼加拉瓜目前有78個保護區，面積超過22,000平方公里（8,500平方英里），約占其陸地的17％。境內擁有248種兩棲動物和爬行動物、183種哺乳動物、705種鳥類、640種魚類以及大約5796種植物。

## 人口
尼加拉瓜於2014年時人口為5,848,641人（2012年為6,071,045人），民族組成為麥士蒂索人（70%）、白人（16%）、非裔（9%）、美洲原住民（5%），其中非裔受移民因素而有波動，居住於都市的人口約84%。2011年時預期壽命為71.90歲，與越南及帛琉相近；新生兒死亡率為千分之25.5，與馬紹爾群島及巴拉圭相近；尼加拉瓜整體死亡率居世界第91位，與世界平均及巴拿馬相近。
馬納瓜為尼加拉瓜第一大城市，於2005年時人口為150萬人，預估於2010年時將達200萬人，而都會區則有250萬人。於2005年超過500萬人居住於太平洋、中央及北部地區，而大西洋地區則超過70萬人。

### 城市
| 馬拿瓜 萊昂 | 1  | 馬拿瓜     | 馬拿瓜省           | 1,042,641 |
| 馬拿瓜 萊昂 | 2  | 萊昂       | 萊昂省             | 206,264   |
| 馬拿瓜 萊昂 | 3  | 馬薩亞     | 馬薩亞省           | 176,344   |
| 馬拿瓜 萊昂 | 4  | 馬塔加爾帕 | 馬塔加爾帕省       | 158,095   |
| 馬拿瓜 萊昂 | 5  | 蒂皮塔帕   | 馬拿瓜省           | 140,569   |
| 馬拿瓜 萊昂 | 6  | 奇南德加   | 奇南德加省         | 135,154   |
| 馬拿瓜 萊昂 | 7  | 希諾特加   | 希諾特加省         | 133,705   |
| 馬拿瓜 萊昂 | 8  | 格拉纳达   | 格拉纳达省         | 127,892   |
| 馬拿瓜 萊昂 | 9  | 埃斯特利   | 埃斯特利省         | 126,290   |
| 馬拿瓜 萊昂 | 10 | 卡貝薩斯港 | 北加勒比海岸自治區 | 113,534   |

## 經濟

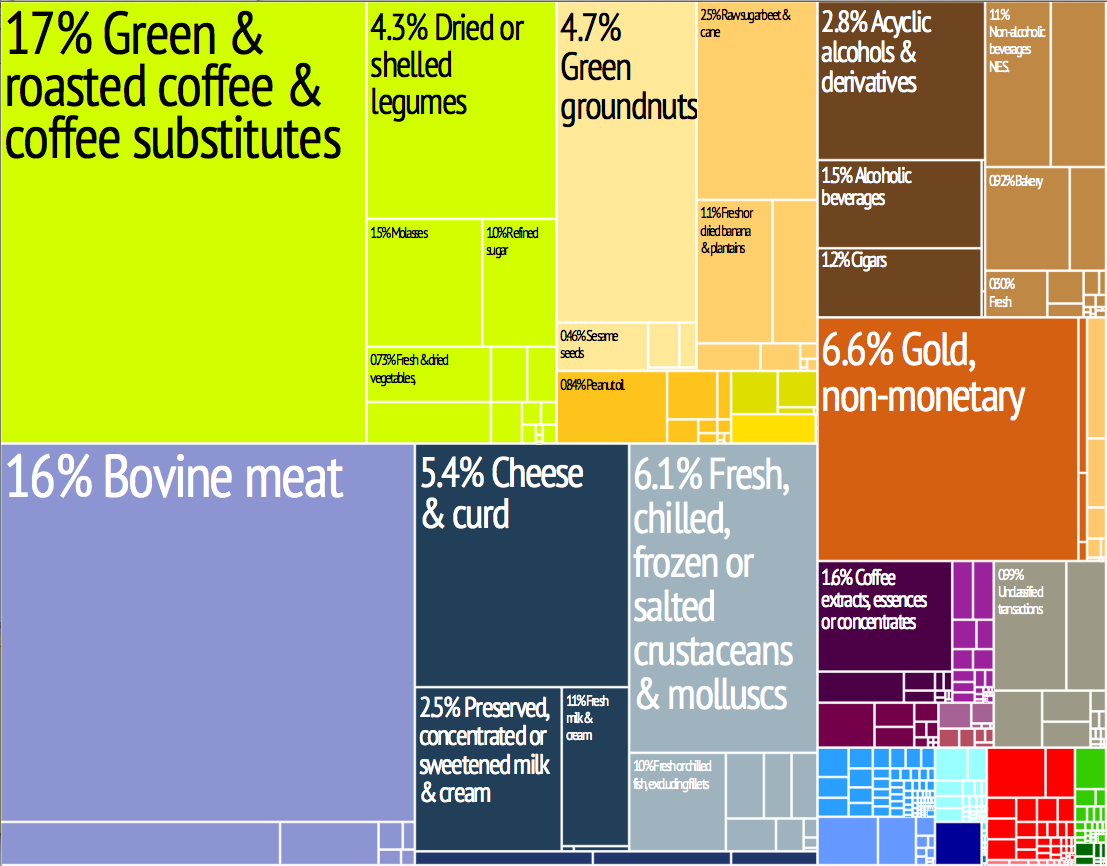
2012年尼加拉瓜出口結構

尼加拉瓜的主要经济来源依靠农业，工業基礎則相對薄弱，2018年人均國內生產總值為2,094美元，在中南美僅優於海地。尼加拉瓜於1970年代前農林漁牧及礦業發達，享有中美洲穀倉盛名，後經地震及內戰摧殘，社經發展相形落後；惟近年來政情穩定，積極運用國際援助發展基礎建設，致力保護勞工、改善民生醫療、開放市場、拓展出口、吸引外資及增加就業。據聯合國2018年人類發展指數報告，尼加拉瓜全球排名居189國家地區之124位，優於鄰近國家瓜地馬拉（127位）及宏都拉斯（133位），顯示民眾生活漸有改善。
尼加拉瓜於2008年國內生產總值以購買力平價計算為266.66億美元，第三級產業占國內生產總值的56.9%，而第二級及第一級產業分別占26.1%（2006年估計）及17%（2008年估計），而其農業產值比例為中美洲國家中最高者，外匯亦占尼加拉瓜國內生產總值15%以上，居住於外國的尼加拉瓜人每年約匯近10億美元回尼加拉瓜，尼加拉瓜勞動力約232.2萬人，第一、二、三級產業勞動力分布分別為29%、19%、52%（2008年估計）。
尼加拉瓜的目前的流通貨幣為尼加拉瓜科多巴。

### 農業
尼加拉瓜農業產品占出口總額的60%，每年產值約20億美元，主要農產品包括咖啡、香蕉、蔗糖、玉米、稻米與棉花，其中咖啡是最重要的農作物，約占出口總值20%，居第1大出口產品。畜牧業亦為尼加拉瓜重要產業，牛肉出口為重要外匯收入來源之一，僅次於咖啡出口，排名居尼國主要出口產品第二位。漁業部分，尼加拉瓜濱臨太平洋及加勒比海，海岸線長達21,750英哩，並接受俄羅斯、日本、西班牙等國家入漁。經濟海域廣達30萬4000平方公里，盛產各類魚蝦等水產品。
礦產資源方面，尼加拉瓜擁有銅、鉛、鎢和鋅，大多未開採，僅在北大西洋沿岸地區開採黃金和白銀等貴金屬，近年積極發展礦業，黃金已成為第3大出口項目，約占出口總值16.03%。

### 工業
尼加拉瓜計有225萬勞動人口，惟未充分就業現象普遍，臨時性非專業工作仍屬就業大宗。製造業以食品加工業為主，包括肉類產品與精製糖。水力與地熱雖有助於尼加拉瓜的電力供應，但尼加拉瓜常面臨電力不足問題，原油則需依賴進口。

### 觀光業
尼加拉瓜天然景觀豐富，且尚有未經開發之海灘、湖泊、熱帶島嶼、火山湖、殖民時期古城及特有野生動植物，因此觀光事業為尼加拉瓜主要外匯來源之一。2012年尼加拉瓜觀光客人數已突破百萬人次，達123萬人，較2011年106萬人增加9.9%，其中以中美洲國家、美國及歐洲國家觀光客為主；觀光收入達4億美元。紐約時報專欄作家派格蒙（Danielle Pergament）於該報發布2013年優先旅遊景點中，將尼加拉瓜列為繼巴西里約及法國馬賽之後，第3個年度優先旅遊目標，大幅提高尼加拉瓜在全球觀光市場之地位。

### 交通
相较于墨西哥、哥斯达黎加等邻国，尼加拉瓜的交通运输产业欠发达，该国的铁路已因为棉花产业衰退，维护状况差而被迫停运:118，公路系統全長約2萬公里，其中泛美公路在尼國境內全長368.5公里，北接宏都拉斯，南連哥斯大黎加，為尼國最主要公路。惟因尼國公共工程品質不佳，国内道路路况普遍较差。
尼加拉瓜在太平洋、大西洋岸共有6個主要海港，除了卡貝薩斯港於1999年委託美國Delasa公司經營，其他各港口均由國營港務局管理營運。在内河航运方面，圣胡安河、马塔加尔帕大河以及尼加拉瓜湖则發揮了重要的貨運作用，亦连接了加勒比海岸城市与繁华的西部地区:119。2013年6月13日，尼加拉瓜国会批准了合约，允许中資的香港尼加拉瓜运河开发投资有限公司（HKND）用5年时间开凿尼加拉瓜運河，并获得独家规划、设计、建设及100年的运营及管理运河和其他潜在项目（包括港口、自由贸易区、国际机场和其他基础设施开发项目）的权利。7月30日，HKND董事长兼总裁王靖公布運河計劃，造價400億美元。2014年12月22日，尼加拉瓜运河在尼加拉瓜里瓦斯市動土。
位於首都馬納瓜市的奥古斯托·塞萨尔·桑地诺国际机场为尼加拉瓜主要的國際機場，1995年起，馬納瓜國際機場開闢貨運航線，往返於馬納瓜與美國、中美洲各大城市，機場並有3,500立方呎之冷藏設備，且近期投入5億美元整建機場設施，並擬於馬納瓜湖畔另建貨運機場。而卡贝萨斯港、布卢菲尔兹等东海岸城市往来马那瓜也多仰赖国内航班:119-120。

### 媒體與通訊
尼加拉瓜印刷媒體業并不發達，该国报刊发行量不高，主要全国性报纸有《新闻报》、《新日报》及《消息报》等:195，近年政府加强新闻审查，关闭与当局意见相左纸媒，新闻出版产业趋于凋敝。尼加拉瓜是中美洲通訊普及率最低之國家，全國僅有24萬5,000條電話線路，市內固定電話普及率僅占人口5%，網際網路普及率僅13.1%，手機普及率則超過50%。通訊服務業為尼加拉瓜投資金額增幅最大產業，惟由於新技術取得困難、相關法規落後、能力建構及產業調查服務欠缺、爭端解決效率低等因素，使尼加拉瓜成為中美洲科技使用率最低的國家。

## 文化

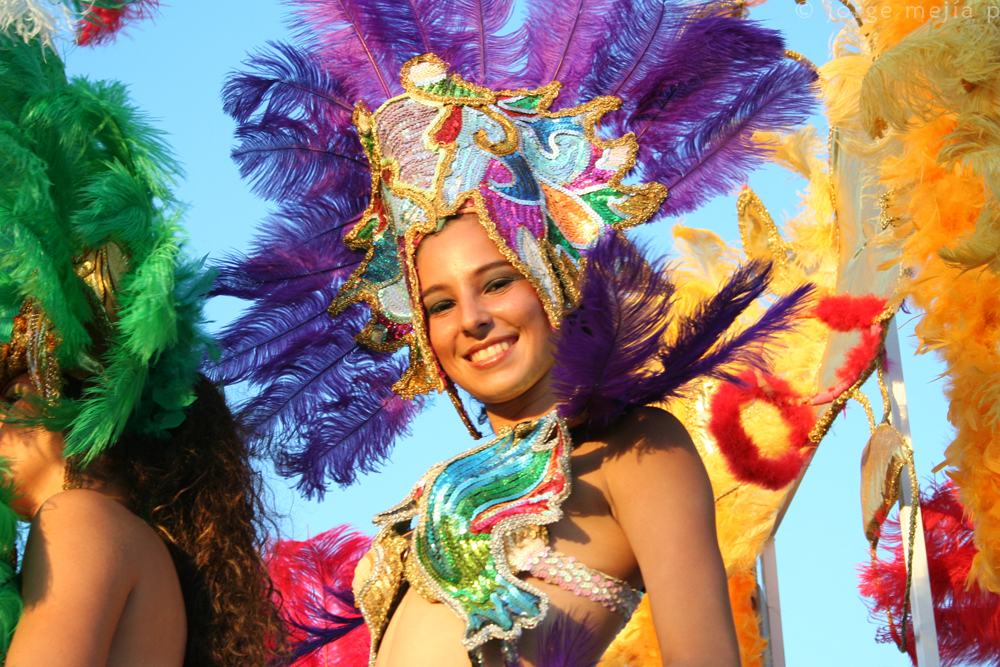
尼加拉瓜的傳統嘉年華會活動

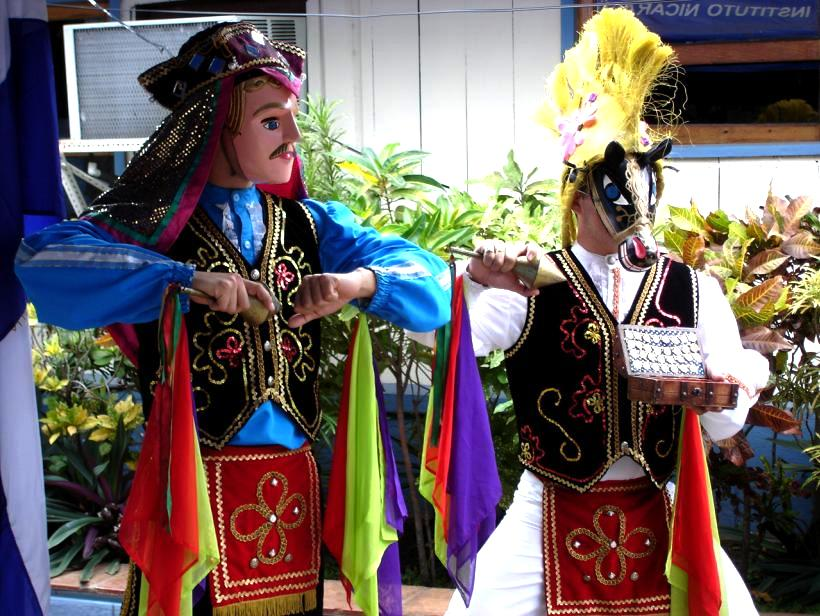
尼加拉瓜的傳統街頭戲劇舞蹈「巍巍斯」，2005年被列為人類口述和非物質遺產代表作名錄

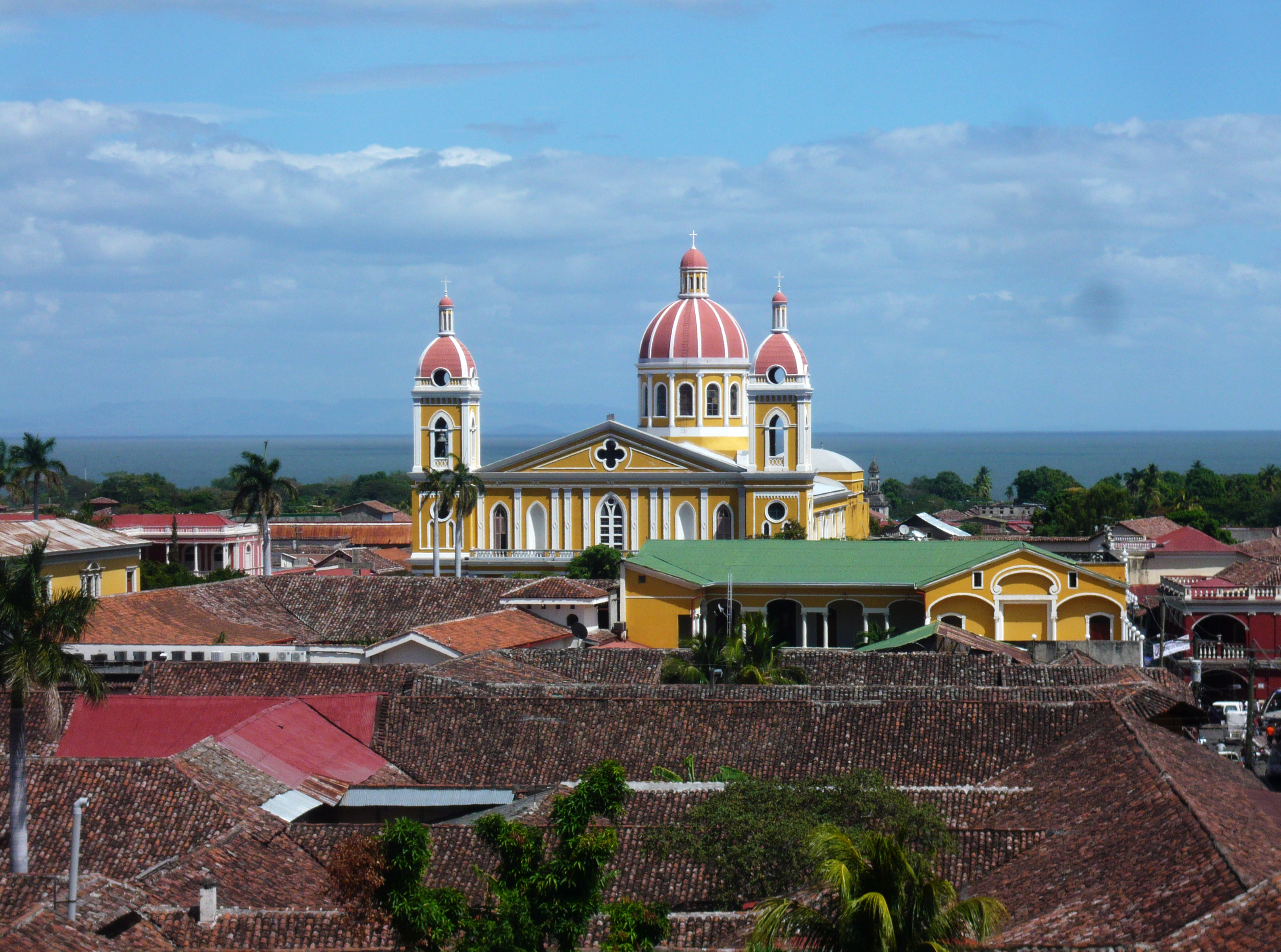
古城格拉纳达保留有眾多殖民時期的古老建築

尼加拉瓜文化深受歐洲文化的影響，但也保有美洲原住民的傳統。尼加拉瓜人仍保持著自然崇拜的習俗，將各種自然現象附以神秘的意義。其境內每一座火山、湖泊都有一段傳說。位於馬那瓜湖北岸的莫莫通博火山，以「太平洋的燈塔」聞名於世；當地居民則相信這座火山是他們酋長尼加拉奧的化身，保佑著他們子孫的幸福與和平。其節日則由於居民大多信奉傳統式天主教的緣故，而帶有著濃厚宗教色彩。如「聖周」里在各城市舉行「黑色的彌撒」；每年的1月12日至16日，在蒂皮塔帕舉行「耶斯基布拉斯的主的祭典」；11月29日至12月7日舉行聖馬利亞的祭典；8月15日為聖母升天慶祝日等等。巍巍斯諷刺劇是尼加拉瓜的讽刺艺术集大成之作，也是该国的人类非物质文化遗产之一。
尼加拉瓜文化可以進一步定義為幾個不同的分支。太平洋沿岸有著濃厚的民俗，音樂和宗教傳統，深受歐洲人的影響。當地曾被西班牙殖民，與其他講西班牙語的拉丁美洲國家有著相似的文化；兩座著名的古城–雷昂與格拉纳达依然保留有眾多殖民時期的古老建築。加勒比海海岸曾經是英國的保護國，英語在該地區仍然占主導地位，當地的文化類似於曾被英國殖民地加勒比海國家的文化，例如牙買加、伯利茲、開曼群島等。與西海岸不同，加勒比海沿岸的原住民保持著獨特的身分，有些人仍然使用他們的母語。

### 教育
尼加拉瓜實行中小學義務教育，小學學制6年，中學5年，大學4－7年。尼加拉瓜曾是拉丁美洲文盲率最高的国家之一，贫困、教育资源欠缺曾导致大规模失学，1970年代末，该国文盲率達50.3%，桑解阵上台後，在全国实施大规模扫盲运动，一度將文盲率降低為12.9%，但因后续對成人教育的轻视，该国文盲率有所回升:173-178。公立大學以尼加拉瓜國立自治大學最享負盛名，该校成立於1812年，其歷史可以追溯到西班牙殖民時期，分别在马那瓜、莱昂两地办学:176-177。

### 體育
棒球是尼加拉瓜最受歡迎的運動，雖然現在的整体實力尚無法和中美洲的傳統棒球強權如古巴、多明尼加相提並論，但尼加拉瓜也曾出產過數名出色的美國職棒大聯盟球員，其中最著名的是投手丹尼斯·馬丁尼茲，他是第一名在大聯盟投出完全比賽的拉丁裔球員。拳擊則是尼加拉瓜第二受歡迎的運動，該國擁有亞歷克西斯·阿爾蓋洛、里卡多·馬約爾加和罗曼·冈萨雷斯等知名選手。籃球雖然在尼國是相對冷門的運動，不過在2017年中美洲運動會上，尼加拉瓜男子籃球隊獲得了銀牌。

### 文學
尼加拉瓜一向以詩人之國自居，其文学與拉丁美洲其他国家的文學相互影响，独立初期，该国文坛盛行新古典主义及浪漫主义，在19世纪中后期，在鲁本·达里欧等人的倡导下，现代主义文学开始兴起，其形式精美、形象豐富、情調憂傷而見長，达里欧的《蓝》也是拉美现代主义文学成熟的标志性作品，他也被后世的文学评论家视为西班牙语文学的“诗圣”:182-184，每年在格拉那達古城舉辦國際詩人節，國家劇院、國家圖書館亦以其命名。隨之而來的是先鋒派文學。塞尔希奥·拉米雷斯及神父埃内斯托·卡德纳尔是该国20世纪中后期的代表作家:184-186，拉米雷斯亦凭借其小说获得了西班牙语文学的最高奖项米格尔·德·塞万提斯奖。

## 治安
尼加拉瓜貧窮，但社會治安卻相對安定，被認為是中美洲最安全的國家之一，其兇殺率只有鄰國宏都拉斯的1/8。尼國的前任警察首長阿蒙塔·格拉內拉，在一個對尼國公眾人物支持度的調查中甚至贏得80%民眾的喜愛。此一現象可歸功於1979年革命成功後桑解陣政府的一系列措施，桑解政府重組改良後的尼國警力有不同於鄰國的維安方式，不以大規模、鎮壓型的「鐵腕」方式掃蕩犯罪集團，反倒建立了深入草根社區的地方警政系統，由警察與社區自治巡邏隊聯手合作，維護當地治安。

## 外交
尼加拉瓜過去與哥倫比亞因加勒比海海域疆界問題及與哥斯大黎加有界河問題而有邊界糾紛，致關係較為冷漠，近年國際法院作出相關判決後，關係已有改善。2018年以来因鎮壓社改抗议、大选争议引起歐美國家譴責，雙邊關係現漸行疏遠。2021年尼加拉瓜总统大选后，美国于11月宣布对尼加拉瓜的9名官员和内务部进行制裁，因为内政部在逮捕可能的总统大选反对派候选人、社会领袖、记者及学生中扮演了首要角色。而那9名官员中即包括总统奥加地本人。
尼加拉瓜基本上支持中美洲統合。因為執政桑定民族解放陣線之意識形態屬偏左之社會主義路線而與委內瑞拉、古巴等國交好。2021年11月，尼加拉瓜正式申请退出美洲国家组织，2023年11月完成程序正式退出。雖反對以美國為首西方世界以帝國及霸權思維處理國際事務，但積極配合美國打擊洗錢、毒品販運、組織犯罪及資恐等國際合作措施，並與美國在內之各國協商簽署自由貿易協定以發展經貿關係。與俄羅斯亦保有密切友好關係。尼加拉瓜也是全球仅有的五个外交上承认阿布哈兹与南奥塞梯的国家。
2021年12月9日，尼加拉瓜外交部長蒙卡達（西班牙語：Denis Moncada）宣布與中華民國第二次斷交（首次断交于1985年）。12月10日，中华人民共和国同尼加拉瓜在天津签署《中华人民共和国和尼加拉瓜共和国关于恢复外交关系的联合公报》，双方恢复了中止31年的外交关系。2020年7月，尼加拉瓜政府已表态支持《中华人民共和国香港特别行政区维护国家安全法》。
2024年10月12日，因以色列持續攻擊巴勒斯坦及黎巴嫩，尼加拉瓜宣布與以色列斷交。

## 图集

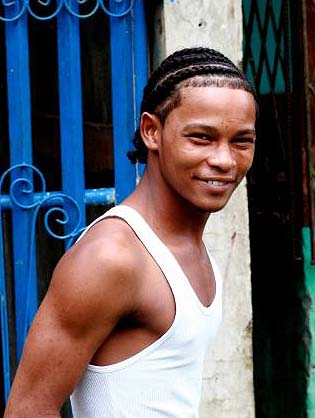
混血非洲裔尼加拉瓜人
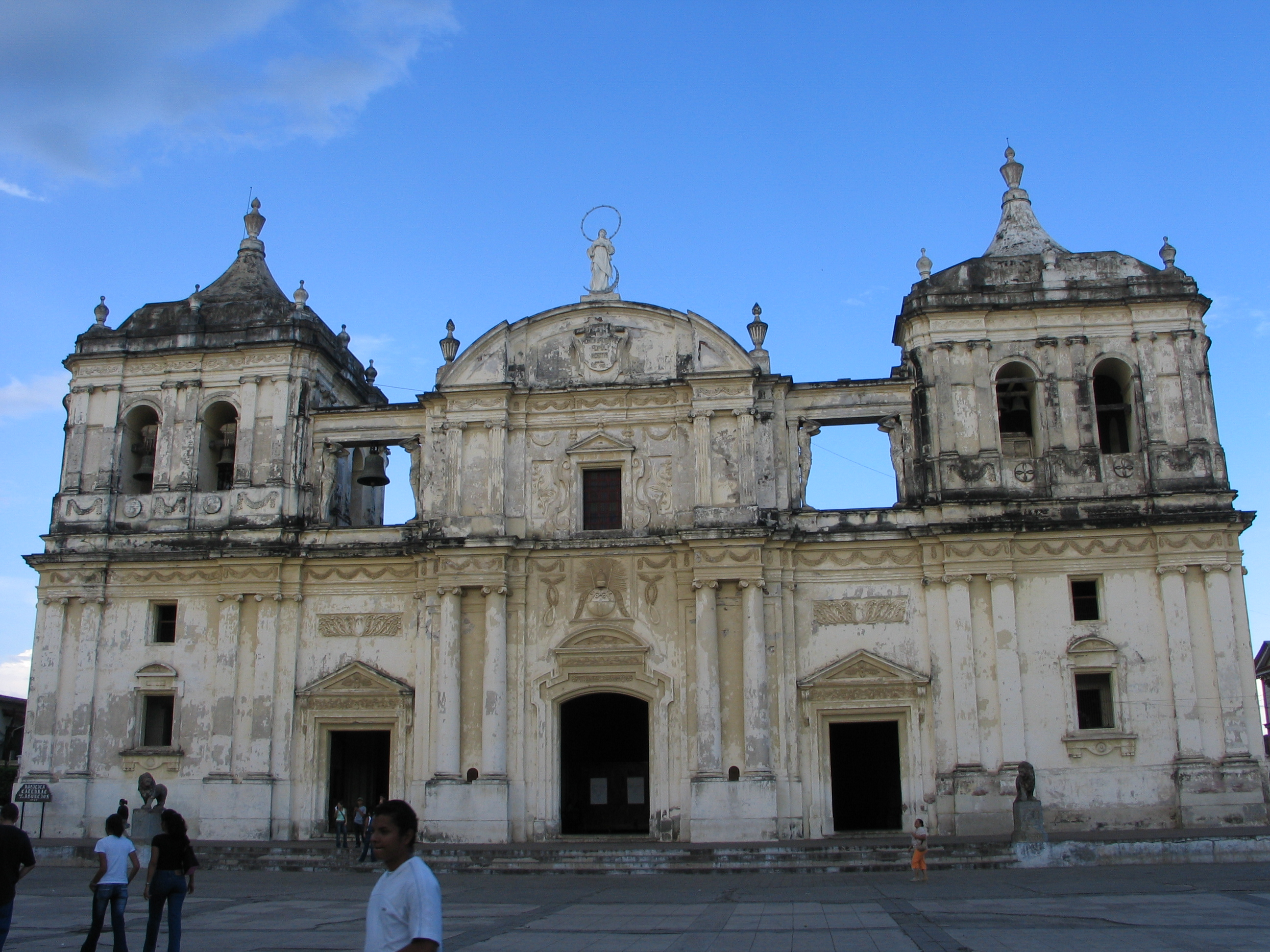
雷昂大教堂，2011年被列為聯合國教科文組織世界遺產
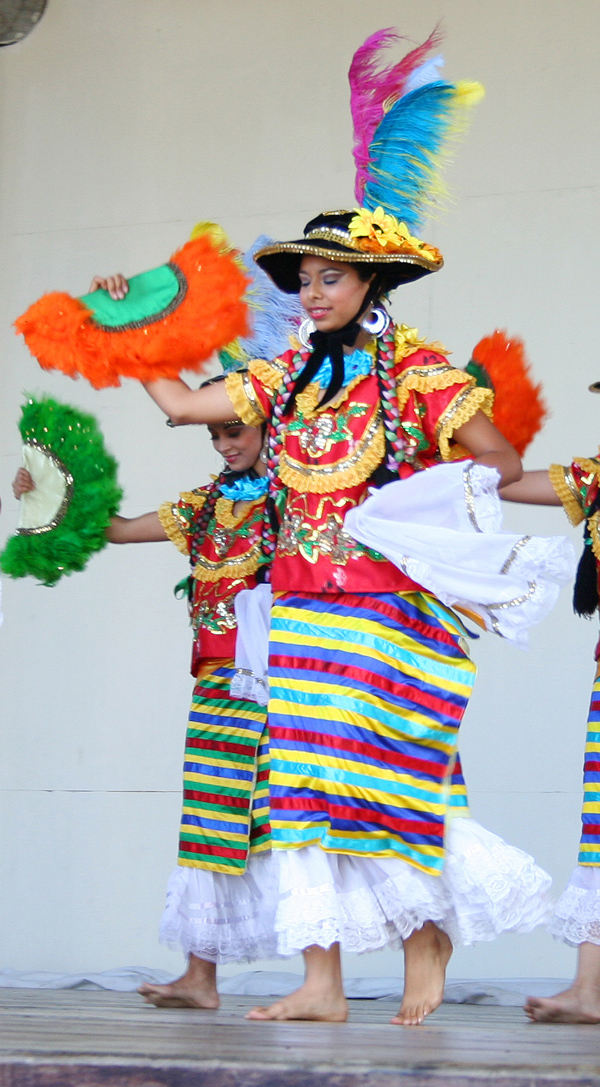
民族舞
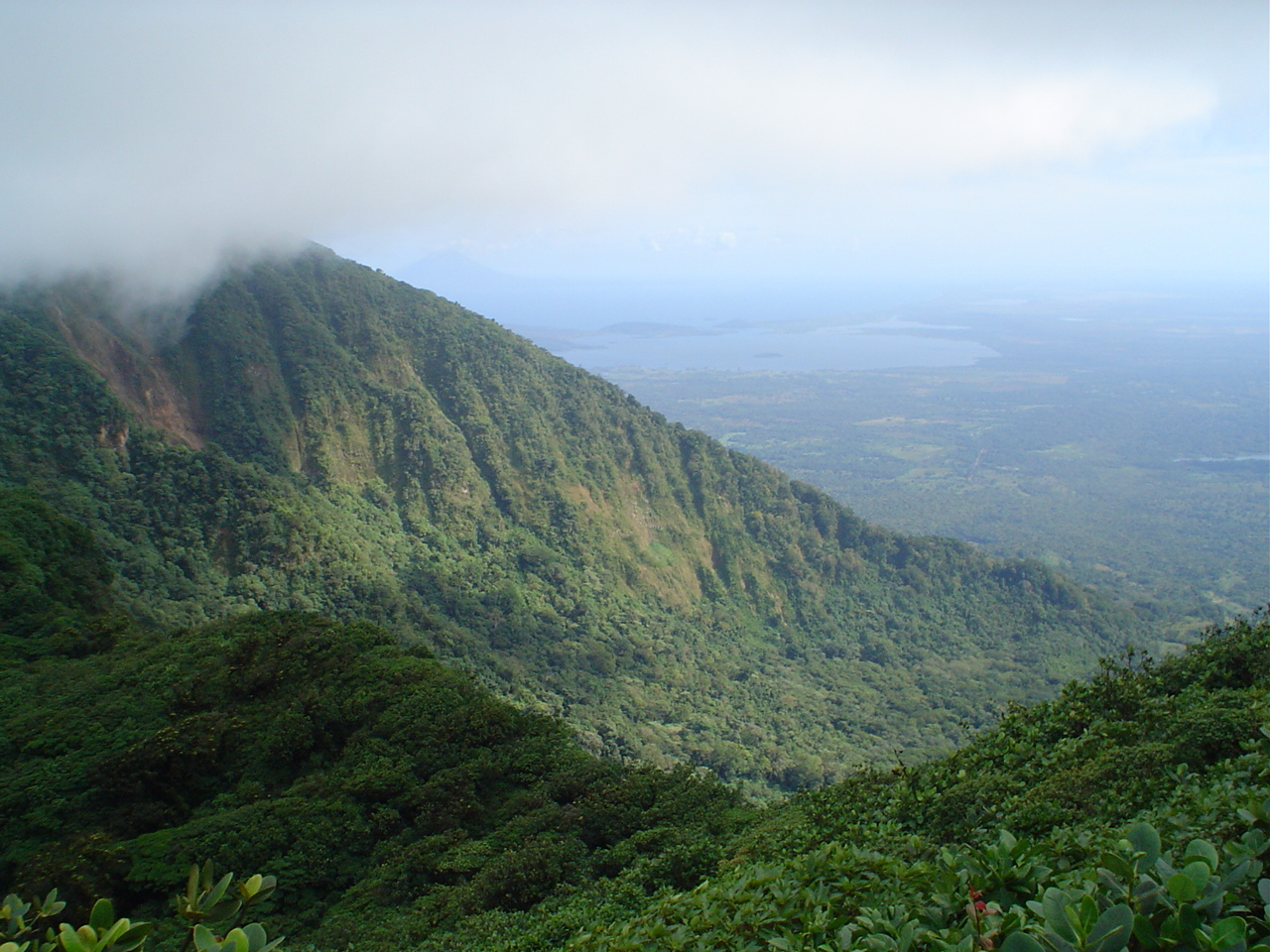
蒙巴丘火山
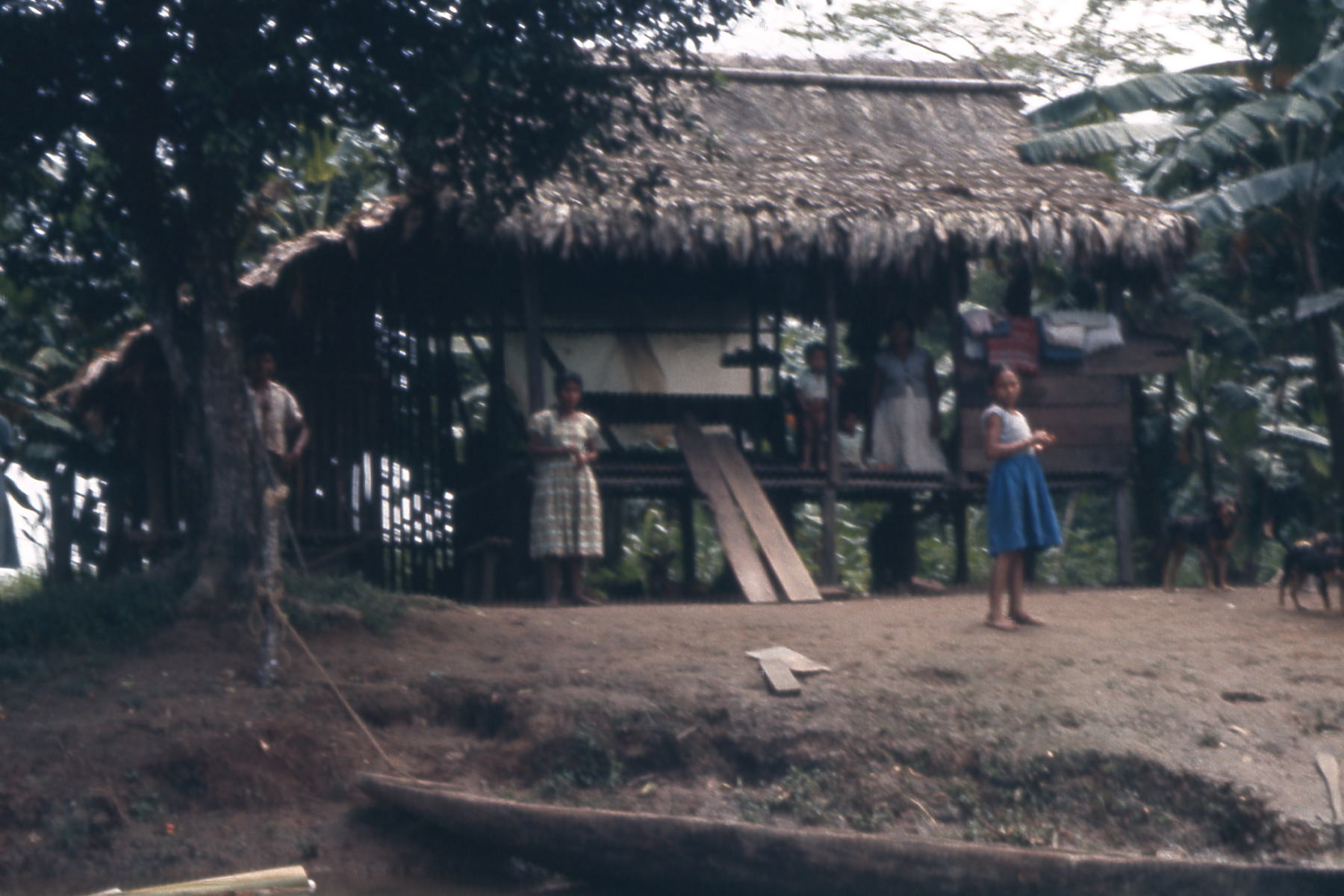
高腳屋
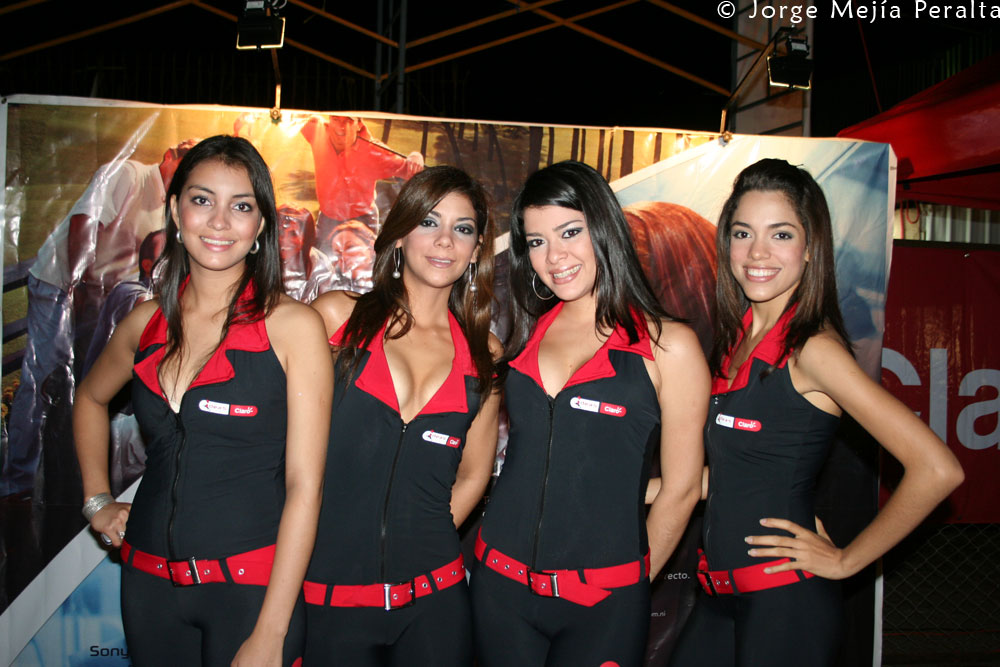
尼加拉瓜啤酒展
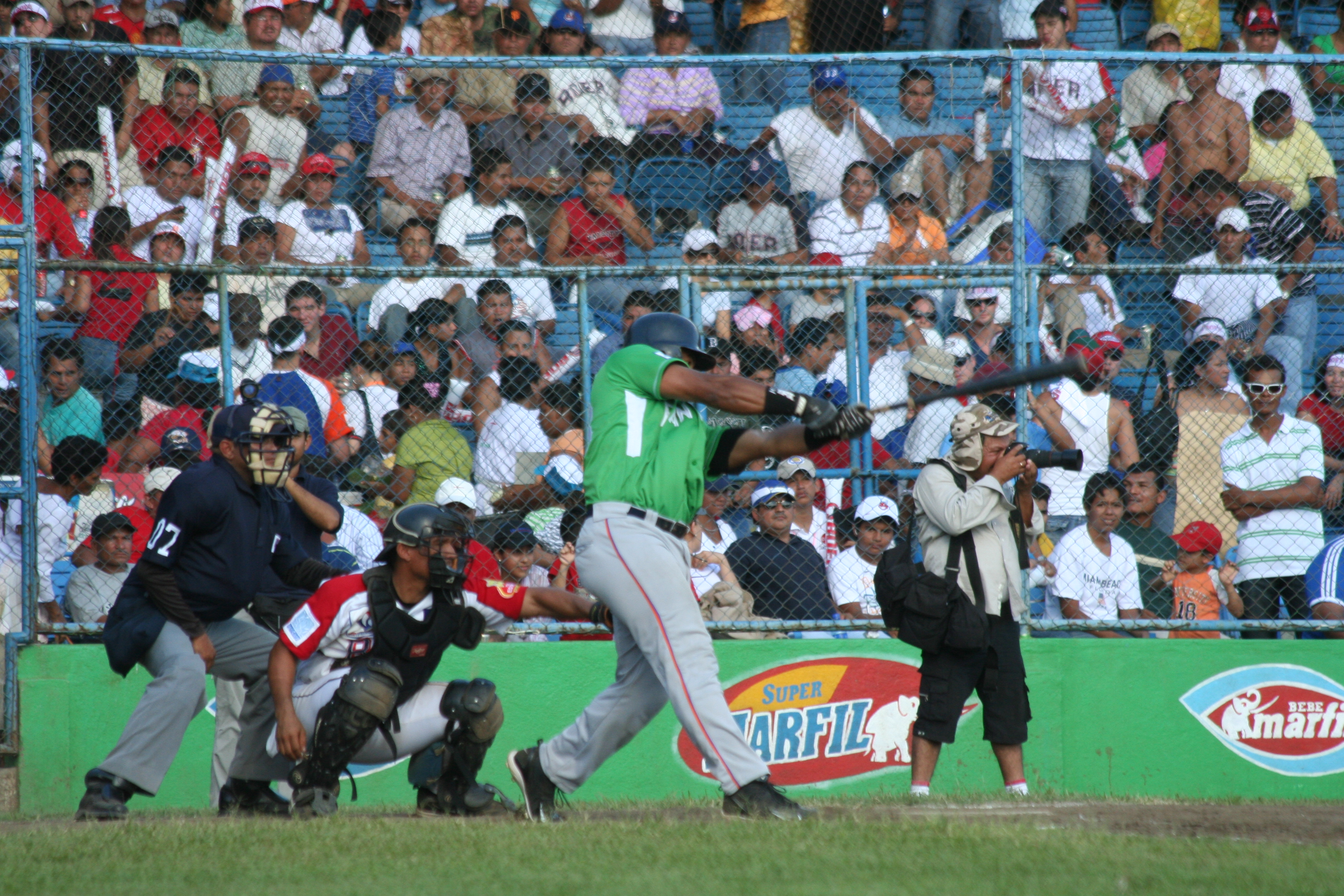
尼加拉瓜職棒
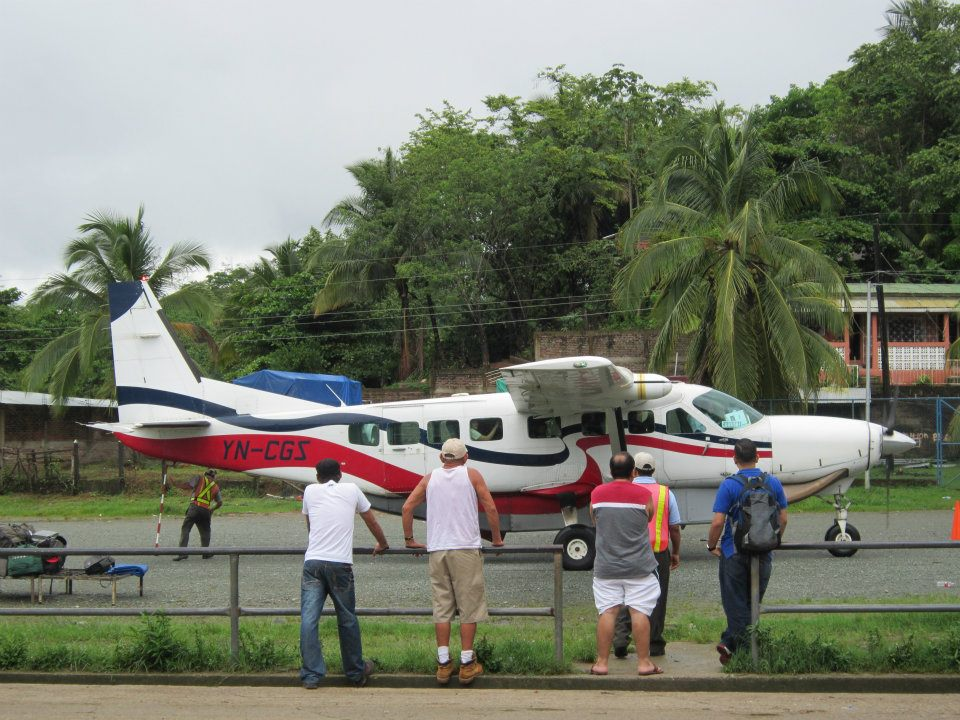
觀光用小飛機
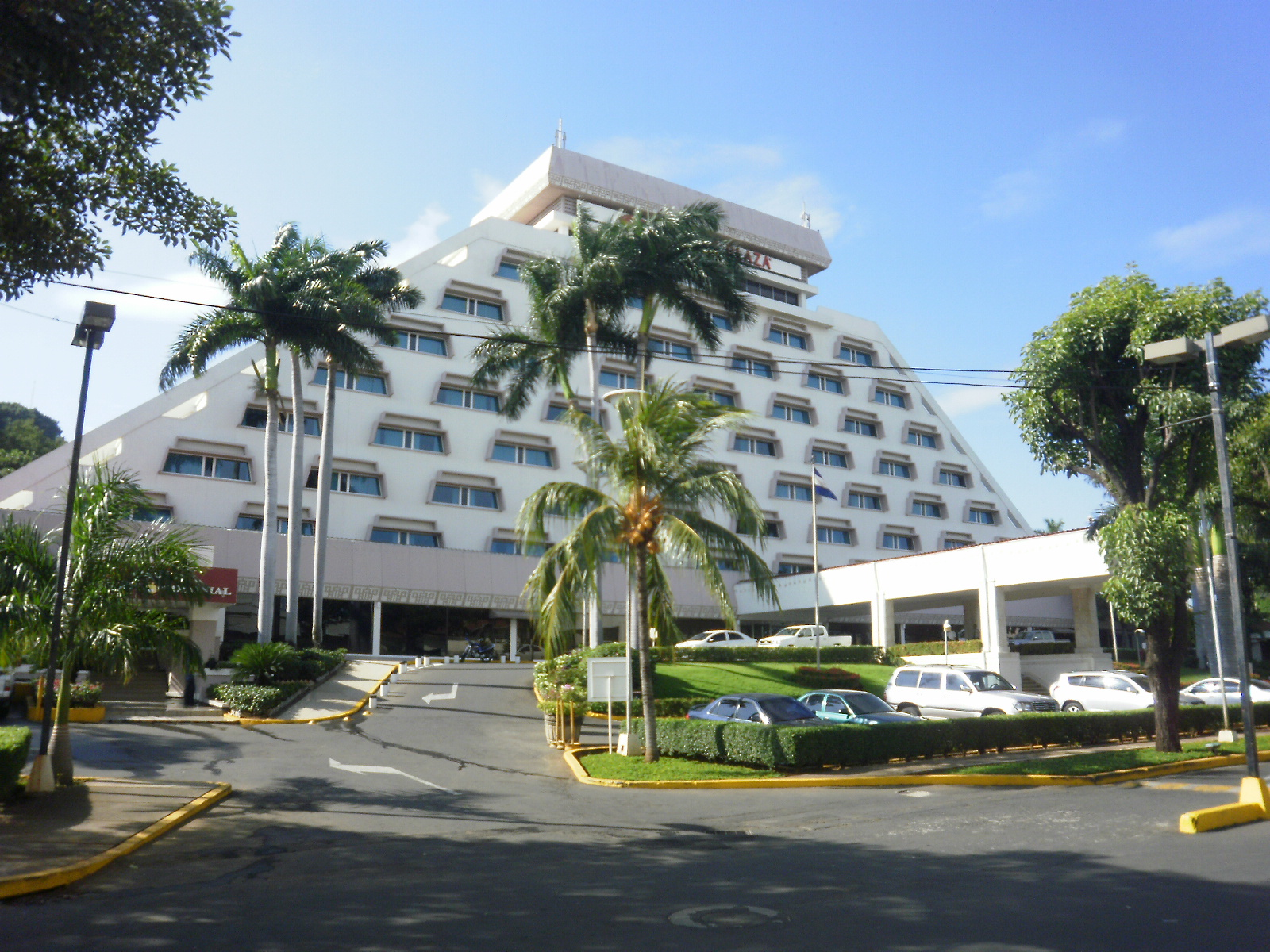
馬納瓜皇冠假日酒店
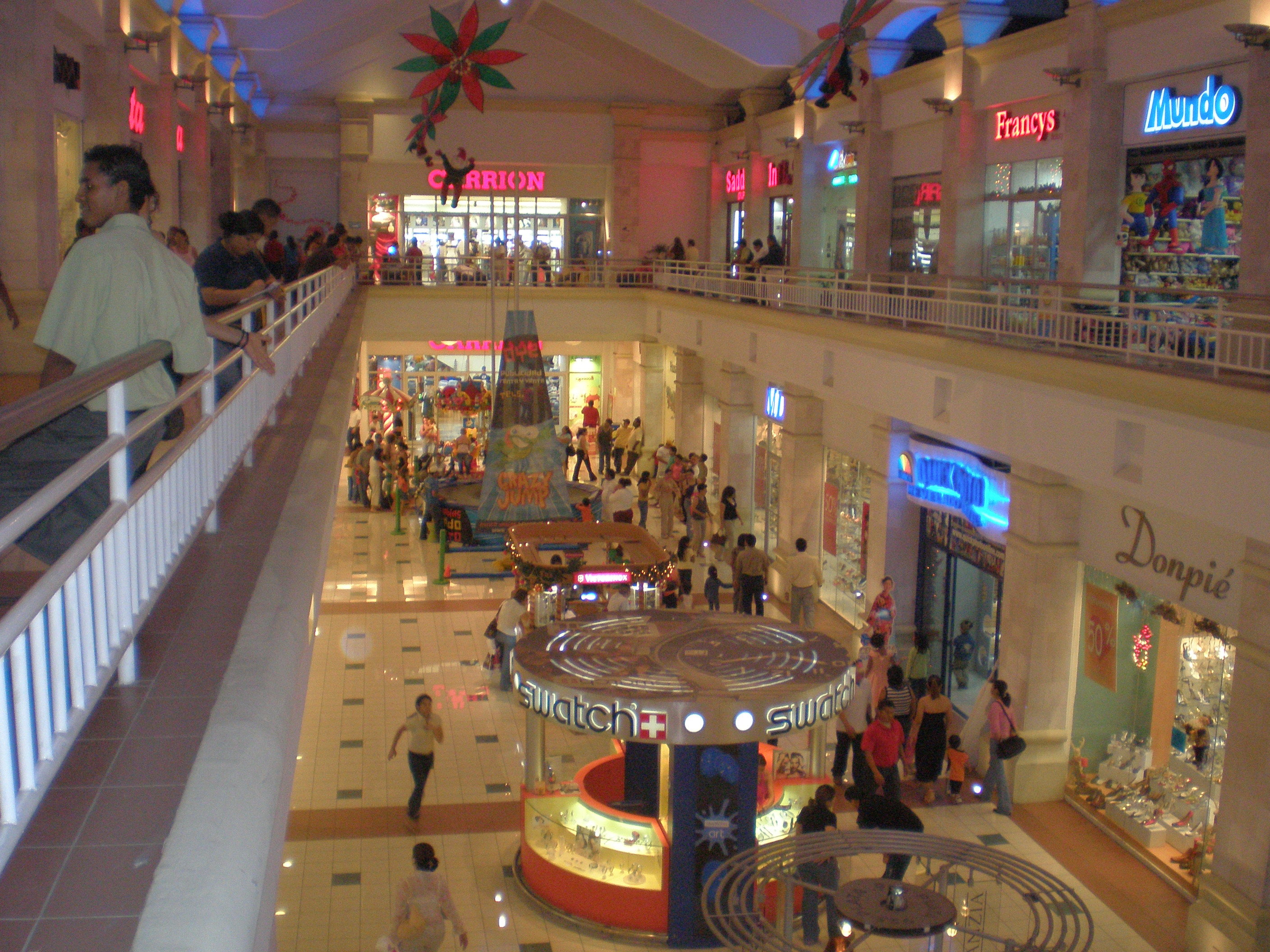
梅特羅森特百貨
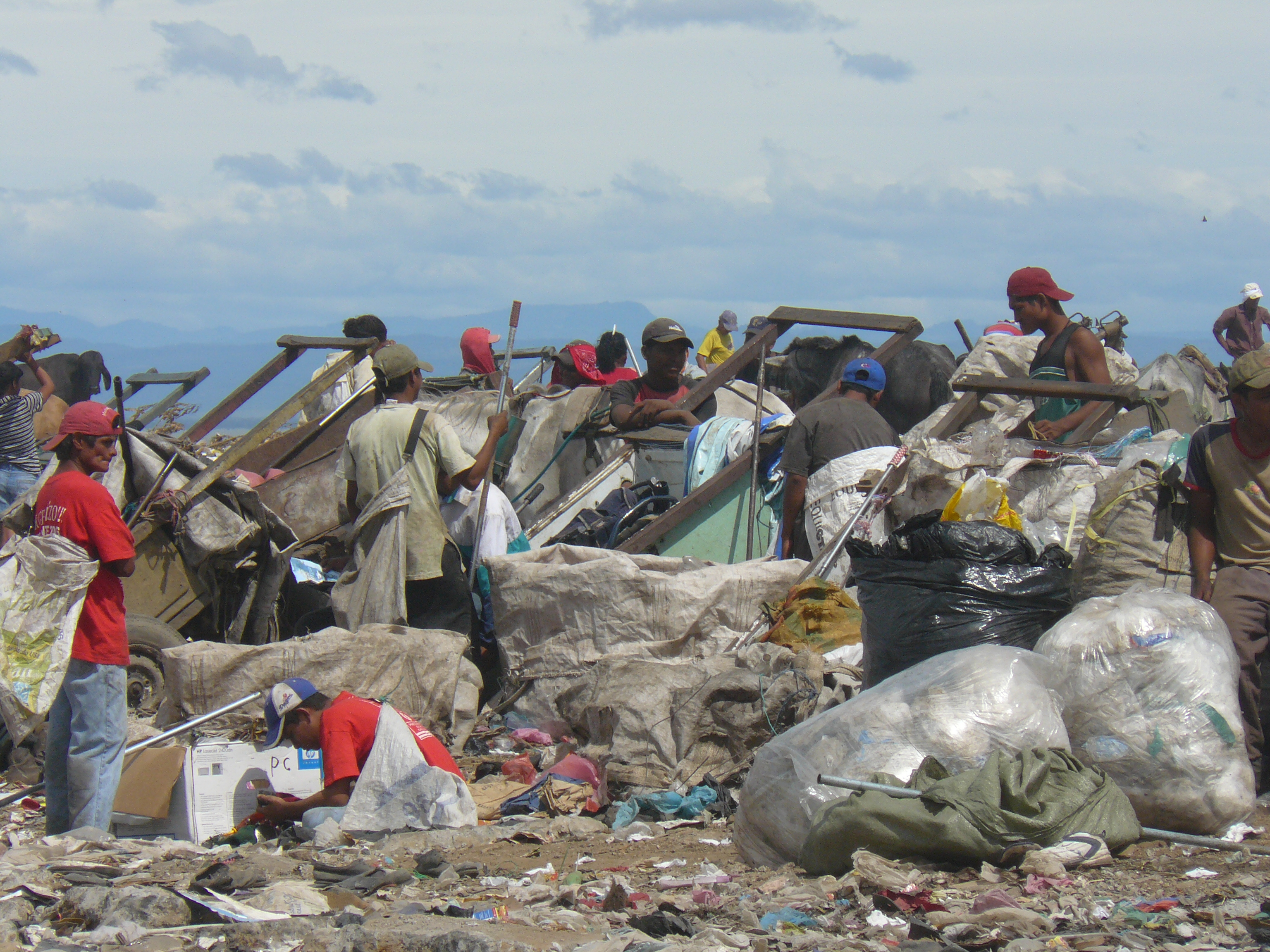
首都貧民區

## 外部連結
- 維基媒體的尼加拉瓜地圖集
- 维基导游上有關尼加拉瓜的旅行指南